# Bukkasagara, Gubbi
Bukkasagara là một làng thuộc tehsil Gubbi, huyện Tumkur, bang Karnataka, Ấn Độ.